# Mitridatita
La mitridatita es un mineral perteneciente a la clase de los fosfatos, un fosfato hidratado de calcio y hierro. Fue descrita en 1914 por P.A. Dvoichenko a partir de ejemplares procedentes del monte Mitridat, en la ciudad de Kerch, en la península de Crimea y en otras localidades vecinas. El nombre deriva del de la localidad original. Durante bastante tiempo se consideró un mineral amorfo mal definido, hasta que en 1977 se determinó su estructura.

## Propiedades físicas y químicas
la mitridatita aparece generalmente como costras y nódulos compactos, como esférulas o como masas terrosas de distintos tonos de color verde. Además de los elementos de la fórmula puede contener manganeso.

## Yacimientos
La mitridatita se forma por alteración de otros fosfatos, en la localidad tipo por alteración de vivianita y anapaíta. y en otras localidades de fosfatos de pegmatitas como la triplita y purpurita. Es un mineral relativamente poco común, conocido en alrededor de un centenar de localidades, aunque su aspecto hace que pase fácilmente inadvertido, de modo que probablemente se encuentre en bastantes más. Entre los meejores ejemplares conocidos están los de la pegmatita de Gap Lode en el condado de Pennington, Dakota del Sur, USA, con microcristales bien definidos